# Hemotoksyny
Hemotoksyny (związki hemotoksyczne) – grupa związków chemicznych z grupy protein, które w sposób selektywny powodują enzymatyczną degradację (rozkład) czerwonych krwinek. Hemotoksyny zaliczane są do cytotoksyn. Związki hemotoksyczne zawarte są w jadzie węży (około 2500 gatunków jadowitych) lub niektórych innych gatunków gadów, płazów, pająków, owadów i innych zwierząt. Hemotoksyny po przedostaniu się do krwiobiegu (przez iniekcję) nawet w niewielkiej ilości powodują nieodwracalną degradację erytrocytów postępującą w ciągu od kilku do kilkunastu minut, co w razie nieudzielenia stosownej pomocy skutkuje śmiercią. 
Działanie hemotoksyczne związków zawartych w jadzie węży odkrył w XVIII wieku włoski fizyk Felice Fontana.